# نوكيا 603
Nokia 603هو أحد أجهزة نوكيا شركة الهواتف والتقنية النقالة , و هو الهاتف الذكي متوسطة المدى من نوكيا التي تم إصدارها في Q4 في عام 2011. الهاتف يعمل على أحدث نظام تشغيل سيمبيان , وهو مماثل لجهاز نوكيا 701 ولكن لديه 5 ميغابيكسل بدون فلاش LED,لديها المعالج 1 غيغاهيرتز، ولها 3.5 بوصة واضح أسود IPS LCD بالسعة مع شاشة مقاومة للخدش. وهو يدعم NFC ودقة 360 بكسل 640 ×. فقد ظهر قابلة للتبديل ويغطي مع ما يصل إلى ستة ألوان مختلفة وستة شاشات رئيسية مختلفة. كما يأتي مع تطبيقات مثبتة مسبقا مثل VLingo، مكتب سريعة، نينجا الفاكهة و آنجري بيردز. ويدعم الهاتف اتصال الجيل الثالث 3G، واي فاي، إيدج وبلوتوث فضلا عن اقتراح الألعاب والشبكات الاجتماعية.